# Kahvelijärvi
Kahvelijärvi är en sjö i Gällivare kommun i Lappland och ingår i Kalixälvens huvudavrinningsområde. Sjön har en area på 0,127 kvadratkilometer och ligger 452,1 meter över havet. Kahvelijärvi ligger i Sjaunja Natura 2000-område.

## Delavrinningsområde
Kahvelijärvi ingår i det delavrinningsområde (746433-168546) som SMHI kallar för Utloppet av Kahvelijärvi. Medelhöjden är 476 meter över havet och ytan är 15,74 kvadratkilometer. Räknas de 6 avrinningsområdena uppströms in blir den ackumulerade arean 31,86 kvadratkilometer. Vattendraget som avvattnar avrinningsområdet har biflödesordning 3, vilket innebär att vattnet flödar genom totalt 3 vattendrag innan det når havet efter 272 kilometer. Avrinningsområdet består mestadels av skog (49 procent) och sankmarker (46 procent). Avrinningsområdet har 0,66 kvadratkilometer vattenytor vilket ger det en sjöprocent på 4,2 procent.